# Flâneur

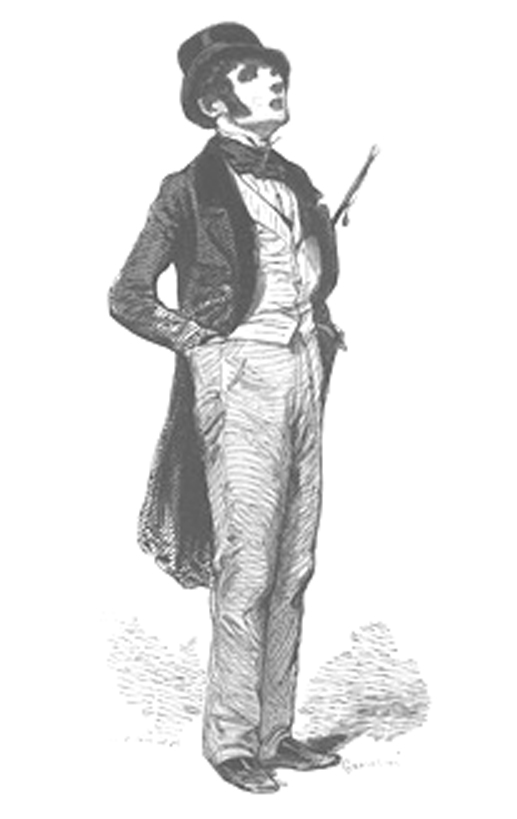
Le Flâneur, Paul Gavarni, 1842.

Le flâneur est un archétype, figure ce celui qui erre sans but, généralement dans un paysage urbain.
Rendu célèbre en littérature par Charles Baudelaire, le concept de flâneur a plus tard été développé par le philosophe et sociologue allemand Georg Simmel puis par le philosophe allemand Walter Benjamin (traducteur de Baudelaire). D'autres penseurs ont aussi travaillé le concept de « flâneur », en le liant à la modernité, aux métropoles, à l'urbanisme et au cosmopolitisme.

## Figure du flâneur en philosophie

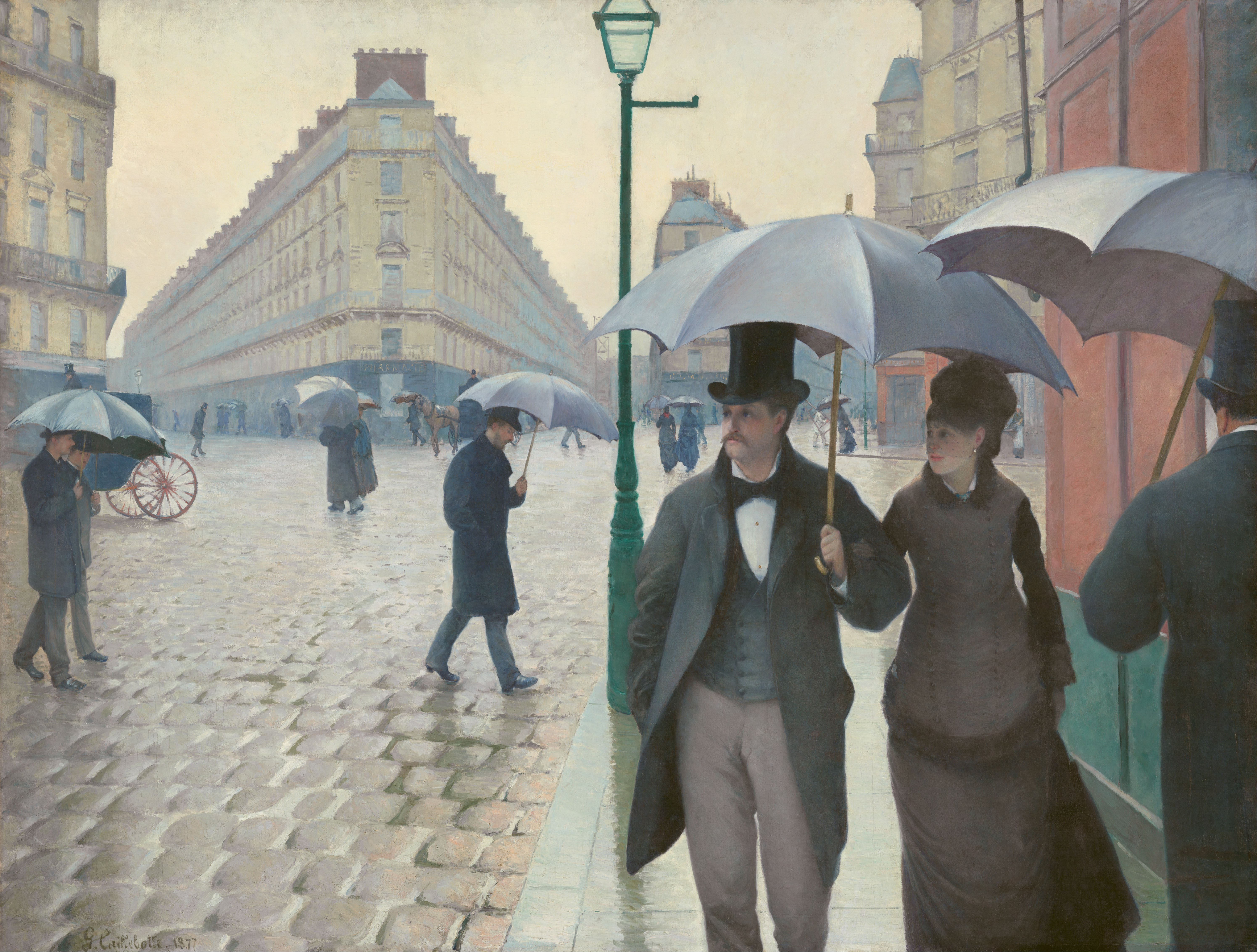
Ambiance de flânerie : Gustave Caillebotte, Rue de Paris, temps de pluie, 1877, Art Institute of Chicago.

Le terme de « flâneur » désigne un homme qui erre et déambule sans but au sein d'une foule, mais sans en faire partie, se laissant emporter, se surprenant à chaque coin de rue. Un promeneur solitaire qui, sans direction fixe, se laisse emporter par l'inspiration, le design, les tendances, et qui tire souvent ses idées de petites observations. Le flâneur fait de la marche une expérience esthétique. Pour Georg Simmel, la ville moderne est le cadre qui voit naître ce nouvel individu qui, tout en se déplaçant parmi la foule, conserve sa condition d’observateur attentif et total, errant dans le spectacle de la ville, toujours ouvert au loisir et obtenant une perception différente de l’espace et du temps. Simmel utilise le terme flâneur pour désigner un homme libre, qui conserve son autonomie et son individualité face aux forces sociales dominantes et aux liens qui découlent de l'État, de la religion, de la morale et de l'économie. Walter Benjamin utilise le concept de « spectateur urbain » pour faire allusion à la fois à ses capacités d’analyse et à tout un style. Le flâneur est un individu qui se voit influencé indirectement et involontairement par un design particulier qu'il ne peut expérimenter que lors de ses promenades, expliquant qu'il s'agit d'un balayeur de rue avec de hautes exigences esthétiques, un promeneur solitaire qui trouve le motif de ses rêveries dans l'échange avec l'instable et éphémère iconographie urbaine,.
L'École de Francfort, à travers Theodor W. Adorno et Walter Benjamin, utilise le concept de médiation pour décrire l’action réalisée par un écrivain pour refléter des phénomènes de la réalité sociale à travers la création littéraire,. Le filtre subjectif de l’écrivain est ainsi identifié dans cette représentation de la société incarnée dans l’œuvre littéraire. Dans Paris, capitale du XIXe siècle, aussi connu comme le Livre des passages, une anthologie d’essais et de réflexions qui surgissent de sa position de flâneur à Paris, Benjamin parcourt les espaces commerciaux de la capitale de la France comme symbole de la métropole urbaine par excellence. L'espace urbain, après l'industrialisation, génère une nouvelle manière pour les gens d'entrer en relation et le changement est permanent ; une agglomération en perpétuel mouvement est mise en scène. De plus, la ville étant le centre névralgique des rapports de production capitalistes, elle est aussi le théâtre de la lutte des classes, de la culture de masse et de la consommation. Benjamin tente de comprendre les lois qui régissent la vie cosmopolite et le comportement de l’homme urbain contemporain.
La figure du flâneur est celle d'un personnage qui se caractérise par l'errance à la découverte de la nouvelle ville en processus de formation. Ainsi, la ville devient complice de ceux qui l’occupent, de ceux qui enquêtent dans ses rues en construisant et extrayant des significations, se laissant émerveiller par la multiple réalité d’un quotidien de plus en plus complexe et qui attend d’être déchiffré et parcouru par le flâneur. Ce paradigme littéraire transfigure le topos de la ville caractérisée par son homogénéité et sa rationalité pour en faire un mythe de l’expérience moderne.
Cette figure ne se limite pas à l’errance, car en chemin le flâneur observe et décrit. C'est un personnage urbain concentré sur son sens de la vision. Pour lui, la ville n'est uniforme qu'en apparence : sous la ville se cache tout un monde, une réalité souterraine face à la vie quotidienne de l'homme ordinaire. Le flâneur comprend la ville comme un texte à interpréter, comme un espace de lecture et de recherche symbolique. De cette sorte, l’espace urbain transcende la notion de ville sémiotique : la ville comme espace qui doit être lu, pour transformer le corps en instrument perceptif. C'est là le fondement de la dimension physiologique de la grande ville que Walter Benjamin présente dans Livre des Passages, où il explique que « À travers les numéros des rues, la ville est un cosmos linguistique, » ; l'index géographique d’une ville est un macrotexte particulier puisque de nombreuses mains sont intervenues dans son écriture à différentes périodes historiques. On peut donc la considérer comme un palimpseste sur lequel on écrit et réécrit constamment sans effacer complètement ce qui a été écrit auparavant, un macrotexte avec une sémantique dense et une syntaxe rare, préparé pour diffuser un récit historique et ainsi dessiner des référents identitaires citadins. Le sémiologue Roland Barthes théorisera plus tard ce concept,, : « Lorsque je me déplace dans la rue – ou dans la vie – et que je rencontre ces objets, je leur applique à tous, au besoin sans m’en rendre compte, une même activité, qui est celle d’une certaine lecture : l’homme moderne, l’homme des villes passe son temps à lire. Il lit d'abord et surtout des images, des gestes, des comportements [...] »

Les urbanistes et architectes proposent un espace neutre que Michel de Certeau appelle la « ville fonctionnelle ». Les piétons aiment regarder, pénétrer dans la ville, sous un angle très différent, pas complètement planifié, laissant place au hasard et à l'imprévu. De cette façon, ils créent d’autres types de cartes, des cartes vécues de l’espace urbain. Marc Augé a réfléchi sur la ville planifiée qui s'oppose à la ville vécue, celle de l’expérience personnelle,, :

« Nos itinéraires d’aujourd’hui croisent ceux d’hier, morceaux de vie dont le plan de métro, dans l’agenda que nous portons sur le coeur, ne laisse voir que la tranche, l’aspect simultanément le plus spatial et le plus régulier, mais dont nous savons bien que tout s’y tenait à peu près ou s’y efforçait, nulle cloison étanche ne séparant, parfois pour notre plus grand malaise, l’individu de ceux qui l’entourent, notre vie privée de notre vie publique, notre histoire de celle des autres. »

Le piéton construit une ville, un espace multidimensionnel aux multiples significations. Le passé s'y superpose au présent, et les itinéraires physiques dessinent une carte des sentiments et des expériences, de la vie privée à la vie publique. De ces superpositions surgit un topos remarquable : les cartes personnelles de la ville.

Le narrateur agit comme un flâneur ou un bandeau, mais motivé, et il a le centre de la ville comme champ d'action. Roland Barthes accorde une grande importance à la dimension érotique (de sociabilité et d’identité) de la ville, en particulier du centre, :

« La ville, essentiellement et sémantiquement, est le lieu de rencontre avec l’autre et c’est pour cette raison que le centre est le point de rassemblement de toute ville ; le centre-ville est institué avant tout par les jeunes, les adolescents. Quand ces derniers expriment leur image de la ville, ils ont toujours tendance à restreindre, à concentrer, à condenser le centre [...]. Mieux encore, le centre-ville est toujours vécu comme l’espace où agissent et se rencontrent des forces subversives, des forces de rupture, des forces ludiques. [...] Au contraire tout ce qui n’est pas le centre est précisément ce qui n’est pas espace ludique, tout ce qui n’est pas l’altérité : la famille, la résidence, l’identité. »

## Chez Baudelaire
Cette section ne s'appuie pas, ou pas assez, sur des sources secondaires ou tertiaires indépendantes du sujet. Le texte peut contenir des analyses inexactes ou inédites de sources primaires.
Pour l'améliorer, ajoutez-en, ou placez des modèles {{Source secondaire souhaitée}} ou {{Source secondaire nécessaire}} sur les passages mal sourcés. (mai 2025)
Charles Baudelaire a utilisé le mot flâneur pour caractériser l'artiste dont l'esprit est indépendant, passionné, impartial, « que la langue ne peut que maladroitement définir ». « Pour le parfait flâneur, pour l'observateur passionné, c'est une immense jouissance que d'élire domicile dans le nombre, dans l'ondoyant, dans le mouvement, dans le fugitif et l'infini. Être hors de chez soi, et pourtant se sentir partout chez soi ; voir le monde, être au centre du monde et rester caché au monde ».
« Le Peintre de la vie moderne », dans Le Figaro, 1863.

« Observateur, flâneur, philosophe, appelez-le comme vous voudrez ; mais vous serez certainement amené, pour caractériser cet artiste à le gratifier d'une épithète que vous ne sauriez appliquer au peintre des choses éternelles, ou du moins plus durables, des choses héroïques ou religieuses. Quelquefois il est poète ; plus souvent il se rapproche du romancier ou du moraliste ; il est le peintre de la circonstance et de tout ce qu'elle suggère d'éternel. Chaque pays, pour son plaisir et pour sa gloire, a possédé quelques-uns de ces hommes-là. Dans notre époque actuelle, à Daumier et à Gavarni, les premiers noms qui se présentent à la mémoire, on peut ajouter Devéria, Maurin, Numa, historiens des grâces interlopes de la Restauration, Wattier, Tassaert, Eugène Lami, celui-là presque anglais à force d'amour pour les élégances aristocratiques, et même Trimolet et Traviès, ces chroniqueurs de la pauvreté et de la petite vie. »

— II - Le croquis de mœurs

« Pour le parfait flâneur, pour l'observateur passionné, c'est une immense jouissance que d'élire domicile dans le nombre, dans l'ondoyant, dans le mouvement, dans le fugitif et l'infini. Être hors de chez soi, et pourtant se sentir partout chez soi ; voir le monde, être au centre du monde et rester caché au monde, tels sont quelques-uns des moindres plaisirs de ces esprits indépendants, passionnés, impartiaux, que la langue ne peut que maladroitement définir. L'observateur est un prince qui jouit partout de son incognito. L'amateur de la vie fait du monde sa famille, comme l'amateur du beau sexe compose sa famille de toutes les beautés trouvées, trouvables et introuvables ; comme l'amateur de tableaux vit dans une société enchantée de rêves peints sur toile. Ainsi l'amoureux de la vie universelle entre dans la foule comme dans un immense réservoir d'électricité. On peut aussi le comparer, lui, à un miroir aussi immense que cette foule ; à un kaléidoscope doué de conscience, qui, à chacun de ses mouvements, représente la vie multiple et la grâce mouvante de tous les éléments de la vie. C'est un moi insatiable du non-moi, qui, à chaque instant, le rend et l'exprime en images plus vivantes que la vie elle-même, toujours instable et fugitive. »

— III - L'artiste, homme du monde, homme des foules et enfant

« Ainsi il va, il court, il cherche. Que cherche-t-il ? A coup sûr, cet homme, tel que je l'ai dépeint, ce solitaire doué d'une imagination active, toujours voyageant à travers le grand désert d'hommes, a un but plus élevé que celui d'un pur flâneur, un but plus général, autre que le plaisir fugitif de la circonstance. Il cherche ce quelque chose qu'on nous permettra d'appeler la modernité ; car il ne se présente pas de meilleur mot pour exprimer l'idée en question. Il s'agit, pour lui, de dégager de la mode ce qu'elle peut contenir de poétique dans l'historique, de tirer l'éternel du transitoire. »

— IV - La modernité